# Окнеле-Марі
Окнеле-Марі (рум. Ocnele Mari) — місто у повіті Вилча в Румунії. Адміністративно місту підпорядковані такі села (дані про населення за 2002 рік):
- Буда (100 осіб)
- Гура-Сухашулуй (1644 особи)
- Косота (109 осіб)
- Лунка (610 осіб)
- Окніца (581 особа)
- Слетіоареле (504 особи)
- Фекей (15 осіб)
- Цейка

Місто розташоване на відстані 158 км на північний захід від Бухареста, 5 км на захід від Римніку-Вилчі, 93 км на північний схід від Крайови, 120 км на південний захід від Брашова.

## Населення
За даними перепису населення 2002 року у місті проживали 3563 особи.
Національний склад населення міста:
| Національність | Кількість осіб | Відсоток |
| -------------- | -------------- | -------- |
| румуни         | 3531           | 99,1%    |
| цигани         | 20             | 0,6%     |
| угорці         | 8              | 0,2%     |
| німці          | 2              | 0,1%     |

Рідною мовою назвали:
| Мова      | Кількість осіб | Відсоток |
| --------- | -------------- | -------- |
| румунська | 3532           | 99,1%    |
| циганська | 20             | 0,6%     |
| угорська  | 8              | 0,2%     |
| німецька  | 1              | < 0,1%   |

Склад населення міста за віросповіданням:
| Релігія       | Кількість осіб | Відсоток |
| ------------- | -------------- | -------- |
| православні   | 3540           | 99,4%    |
| римо-католики | 6              | 0,2%     |
| мусульмани    | 5              | 0,1%     |
| реформати     | 2              | 0,1%     |
| п'ятдесятники | 1              | < 0,1%   |

## Зовнішні посилання
- Дані про місто Окнеле-Марі на сайті Ghidul Primăriilor